# 南寮許返古宅
南寮許返古宅，是位於台灣澎湖縣湖西鄉南寮村的宅第建築，於2010年2月11日登錄為澎湖縣歷史建築。

## 歷史
位於湖西鄉的南寮村處於今馬公本島東北方，舊稱「奎璧港社」，居民依山面海而居，清領時期時，此處行政區則歸於「澎湖廳奎璧澚（澳）」，取「奎璧」音義類同「龜壁」之故。自後寮威靈宮分靈的南寮保寧宮建立在南寮村境內，後在乾隆年間，北寮村民鑒於兩社來往祭拜不便，又從保寧宮分香，另建北寮保安宮，故當地居民對南北寮的保生大帝廟有「兄弟廟」的稱呼傳開。
其中許返古宅為許氏家族之宿，據資料研判為清代咸豐年間（1851~1861年間）所建造，同時也是近代南寮保寧宮小法開基傳人，及澎湖法師流派「閭山派」傳人許返（1875-1957）之居，許返早年在大陸習得閭山派小法術，於南寮村裡間挑擔沿街販賣雜貨，後期則在保寧宮擔任福官，並傳授閭山派小法術。
日治時期，昭和10年（1935年）古宅由許返親自進行翻修工程而成現貌，近年來則因颱風於2001年進行第三次整修。2010年，澎湖縣文化資產審議委員會召開第2次審議委員會議後，決議南寮許返古宅登錄歷史建築，並在2016年和2018年期間進行修復工程，在2018年8月舉辦落成大典後，當前建築物作為小法文物展之展場使用，為了維護與管理而非隨意開放，需透過鄉公所預約導覽。 

## 建築設計
許返古宅分為兩階段時期興建，一為1851~1861年間建造的結構本體，和昭和10年（1935年）建築大翻修增加之部分，形式屬傳統一落四櫸頭，當前許返古宅本體為咾咕石牆抹灰的傳統澎湖厝形式，門樓部分則增加二柱墀頭泥塑獅子、裝飾極為豐富，此外也有泥塑、內埕、天井、鰲魚洩水口等地方則融入日式彩繪磁磚（釉上彩、釉下彩、和彩釉磁磚）裝飾建築表面，因家族有心保存，至今建築本體現況及架構尚完整。

## 外部連結
- 南寮許返古宅 - 澎湖知識服務平台 （页面存档备份，存于）
- 南寮許返古宅 - 文化資源地理資訊系統 （页面存档备份，存于）
- 南寮許返古宅 - 文化部iCulture-文化空間 （页面存档备份，存于）